# Coppa di Jugoslavia (pallacanestro femminile)
La Coppa di Jugoslavia di pallacanestro femminile è stato un trofeo nazionale della Repubblica Socialista Federale di Jugoslavia prima, e della Repubblica Federale di Jugoslavia poi, organizzato annualmente dal 1969 al 2002.

## Vittorie

### Coppa della Repubblica Socialista Federale di Jugoslavia
- 1960  Radnički Belgrado
- 1962  Radnički Belgrado
- 1972  Voždovac
- 1973  Stella Rossa
- 1974  Stella Rossa
- 1975  Zrinjevac
- 1976  Stella Rossa
- 1977  Bosna
- 1978  Zrinjevac
- 1979  Stella Rossa
- 1980  Zrinjevac
- 1981  Stella Rossa
- 1982  Zrinjevac
- 1983  Bosna
- 1984  Voždovac
- 1985  Partizan
- 1986  Partizan
- 1987  Šibenik
- 1988  Jedinstvo Tuzla
- 1989  Ježica
- 1990  Šibenik
- 1991  Jedinstvo Tuzla
- 1992  Stella Rossa

### Coppa della Repubblica Federale di Jugoslavia
- 1993  Viner Broker Niš
- 1994  Stella Rossa
- 1995  Stella Rossa
- 1996  Hemofarm Vršac
- 1997  Dinamo Pančevo
- 1998  Hemofarm Vršac
- 1999  Hemofarm Vršac
- 2000  Kovin
- 2001  Vojvodina Novi Sad
- 2002  Hemofarm Vršac